# 有機鉛化合物
有機鉛化合物（ゆうきなまりかごうぶつ）は炭素と鉛の化学結合を含む化学物質である。最初の有機鉛化合物は1852年にドイツの化学者カール・レーヴィヒ (Carl Löwig) によってPb/Na合金とヨードエタンから合成されたヘキサエチル二鉛 (CH3CH2)3PbPb(CH2CH3)3である。これは当初テトラエチル鉛であると考えられていたが、後に訂正された。
鉛は炭素と同じ第14族元素であり、原子価は4である。第14族（炭素族）元素のC−X結合（X = C, Si, Sn, Pb）は周期表を下るにつれて長く、弱くなる。例えばテトラメチル鉛のC−Pb結合は222 pmで、その結合解離エネルギーは204 kcal/mol (854 kJ/mol) である。対して、テトラメチルスズのC−Sn結合は長さ214 pm、解離エネルギー297 kcal/mol (1240 kJ/mol) である。
これまで知られている中で最も重要な有機鉛化合物は、アンチノッキング剤として使われたテトラエチル鉛である。鉛の誘導体を得る際には酢酸鉛(IV) や塩化鉛が繁用される。
その毒性のため有機鉛化合物の使用には制限を受けるが、毒性はパラジウム化合物の10パーセントに過ぎないといわれている。

## 合成
塩化鉛とグリニャール試薬から得られる。例えば、メチルマグネシウムクロリドと塩化鉛を反応させるとテトラメチル鉛が生成する。これは沸点110 ℃、密度1.995g/cm3の液体である。また、塩化鉛にペンタメチルシクロペンタジエンのリチウム塩を作用させると鉛のメタロセン、プルンボセンが得られる。
ある種の芳香族炭化水素は酢酸鉛(IV) と求電子芳香族置換反応を起こす。例えばクロロホルム中でジクロロ酢酸の存在下にアニソールと反応させると4-メトキシフェニル三酢酸鉛が生成する。

## 反応
炭素−鉛結合は弱く、容易にホモリシスを起こしてフリーラジカルを形成する。アンチノッキング剤はこの性質を利用しており、ラジカル阻害剤として有機鉛化合物を加えている。芳香族およびビニル鉛化合物が起こす典型的な反応は、酸触媒によるヘテロ環開裂やボロン酸とのトランスメタル化（金属交換反応）である。芳香族化合物とのカップリング反応にも用いられる。類縁体である有機スズ化合物よりも反応性に富み、立体障害の大きいビアリールなどの合成に使われる。

### アリール三酢酸鉛
4-メトキシフェニル三酢酸鉛は求核剤と反応する。2,4,6-トリメチルフェノール（メシトール、フェノール類のひとつ）は芳香環上のオルト位のみに付加を受ける。
この反応はピリジンなどのアミン配位子を過剰量必要とする。また、ラジカル捕捉剤の存在によって阻害されないことから、ラジカル機構ではないことが示されている。反応機構にはアセテートのフェノールによる求核置換が含まれると考えられており、類似の反応では中間体が単離された例もある。続く段階でクライゼン転位様の反応が起こるが、これはフェノール誘導体がオルト位に求電子性を持たない場合を除く。
求核剤はβ-ジカルボニル化合物のカルボアニオンでもよい。
カルボアニオンは酸性のα-水素がピリジンによって引き抜かれることによって生成する。これがアセテートと置換してC−Pb結合を2つ持つ中間体が生成する。この中間体も適切な基質および条件下では単離が可能である。第2段階は還元的脱離による C−C結合と酢酸鉛(II) の生成である。